# Тијана Богдановић
Тијана Богдановић (Крушевац, 4. мај 1998) српска је репрезентативка у теквонду и чланица теквондо клуба Галеб, мајстор теквондоа трећи дан.

## Спортска каријера
Тијана тренира теквондо од своје четврте године, активно се такмичи од 2004. године. Троструки је узастопни првак Балкана, јуниорски првак Европе до 46 килограма и светски првак до 49 килограма. Током 2015. између осталог освојила је сребро на Европским играма у Бакуу, златну медаљу на Фуђаира Опен турниру, бронзу на Гран прију у Манчестеру, као и сребро на Европском првенству у олимпијским категоријама у Русији, што је била њена прва сениорска медаља. На квалификационом турниру у Истанбулу, Тијана је остварила у јануару 2016. три победе и обезбедила место на Олимпијским играма 2016. као 72. представник Србије. Потом је у мају 2016. постала шампион Европе у теквонду.
Олимпијски комитет Србије доделио јој је награду за најбољу младу спортисткињу 2015. године, а добила је и „Златну значку“ дневног листа Спорт у истој категорији. До средине 2016. године је похађала Спортску гимназију у Београду.
Освојила је сребрну медаљу за Србију на Олимпијским играма 2016. у Рио де Жанеиру.
Тијана је освојила још једну медаљу за Србију на Олимпијским играма 2020. у Токију, бронзу у категорији до 49 килограма.

## Успеси
У досадашњем периоду постигла је следеће резултате у А класи на државном и међународном нивоу:

### Категорија пионири
2005.
- Првенство Србије и Црне горе, 27. 02. 2005. године, -21.кг, 1. место,
- Првенство Србије у Београду, 22. 05. 2005. године, -21.кг, 1. место,

2006.
- Првенство Србије у Панчеву, 07. 05. 2006. године, -23.кг, 1. место,
- 5. Међународни Галебов трофеј, 04. 11. 2006. године, -23.кг, 1. место,
- Куп Србије у Београду, 23. 12. 2006. године, -23.кг, 1. место,

2007.
- Првенство Србије у борбама, 18. 03. 2007. године, -25.кг, 2. место,
- Куп Србије, 06. 10. 2007.године, -27.кг, 1.место,
- 6. Међународни Галебов трофеј, 03. 11. 2007. године, -27.кг, 1. место,

2008.
- Првенство Србије за пионире 29. 03. 2008. године –29.кг, 1. место,
- Првенство Србије за пионире у формама 01. 06. 2008. године, 1. место,
- Куп Србије, 11. 10. 2008. године, -29.кг, 1. место,
- Куп Србије, 11. 10. 2008. године, форме, 1. место,
- 7. Међународни Галебов трофеј, 08. 11. 2008. године, -29.кг, 3. место,

2009.
- Првенство Србије за пионире 07. 03. 2009. године –31.кг, 1. место,
- Првенство Србије за пионире 23. 05. 2009. године, форме, 1. место,
- Куп Србије, 10. 10. 2009. године, -33.кг, 1. место,
- Куп Србије, 10. 10. 2009. године, форме, 1. место,
- 8. Међународни Галебов трофеј, 01. 09. 2009. године, -33.кг, 1. место,
- Прво отворено првенство Србије, 12. 12. 2009. године,–36.кг, 1. место,

### Категорија кадети
2010.
- Техничко првенство Београда, 28. 02. 2010. године, форме, 1. место.
- Првенство Србије 03. 04. 2010. године –37.кг, 1. место,
- Првенство Србије 25. 04. 2010. године, форме, 1. место,
- Куп Србије, 25. 09. 2010. године, -44.кг, 1. место,
- 16. Кроација опен, Загреб, 07. 11. 2010. године, -41, 1. место,
- Балканско првенство, 03. 12. 2010. године, -41, 1 место.

2011.
- , , 05. 02. 2011. године, -40 кг, 1. место,
- Првенство Србије 03. 04. 2011. године –41.кг, 1. место,
- , 4-5. JUN 2011, -41.кг, 1. место,
- Куп Србије, 02. 10. 2011. године, -44.кг, 2. место,
- 10. Међународни Галебов трофеј, 22. 10. 2011. године, -44.кг, 1. место,
- Балканско првенство, 17. 12. 2011. године, -44, 1 место,

2012.
- Првенство Србије 25. 03. 2012. године –47.кг, 1. место,

### Категорија јуниори
2012.
- Првенство Србије 26. 02. 2012. године –46.кг, 1. место,
- , 03. 03. 2012, Hamburg, –46.кг, 2. место,
- Балканско првенство, 22. 09. 2012. године, -46, 1 место.
- Куп Србије, 07. 10. 2012. године, -44.кг, 1. место,
- Русија опен, 13. 10. 2012. године, -44, 1. место,
- 11. Међународни Галебов трофеј, 20. 10. 2012.године, -46.кг, 2. место,
- 18. Кроација опен, Загреб, 11. 11. 2012.године, -46, 1. место,

2013.
- , 10. 02. 2013. године, -46, 1. место,
- Белгија опен, 07. 04. 2013. године, јуниор -46, 1. место
- Првенство Србије 28. 04. 2013. године, –49.кг, 1. место,
- Првенство Европе за јуниоре -46, Португал, Порто 26. 09. 2013. године, 1 место[7]
- Куп Србије, 05. 10. 2013. године, -49.кг, 1. место,
- 12. Међународни Галебов трофеј, 24. 10. 2013. године, -49.кг, 1. место,

2014.
- 10. Омега куп, 02. 03. 2014. године, -49.кг, 1. место,
- Првенство света за јуниоре  -49, Тајван, Тајпеј 23. 03. 2014. године, 1 место[8][9]
- Позивни Турска опен у Истанбулу, -52 кг, 1 место[10]
- Првенство Србије за јуниоре, 10. 05. 2014. године, -52 кг, 1 место

### Категорија сениори
2013.
- , 12. 01. 2013. Athens, 2.место.[11]
- Првенство Београда, 16. 03. 2013. године, сениор -46, 1 место.

2014.
- 3rd Swiss Open 2014, 07-08. 06. 2014.године, Лозана, -49 кг, 2 место.[12]

Тијана је поред наведеног била учесник европског кадетског првенства у Грузији 2011. године, светског јуниорског првенства у Египту 2012. године и 1. Клупског европског првенства у Грчкој 2013. године.

## Приватно
Тијанини родитељи пореклом су из Александровца, живели су у Крушевцу у време кад је рођена. Годину дана живела је у Александровцу, а кад је била мала породица се преселила у Београд где и данас живе. Навијач је Партизана.

## Награде

### Друге награде
- 2016: Награда Браћа Карић
- 2022: Награда Браћа Карић